# Paraplegia
A paraplegia, tal como a tetraplegia, é resultante de uma lesão medular.
Este tipo de lesão classifica-se como completa ou incompleta, dependendo do fato de existir ou não controle e sensibilidade abaixo de onde ocorreu a lesão medular. A paraplegia traduz-se na perda de controle e sensibilidade dos membros inferiores, impossibilitando a pessoa de andar e dificultando ela de permanecer sentada. Normalmente as lesões que resultam em paraplegia situam-se ao nível da coluna dorsal ou coluna lombar, sendo que quanto mais alta for a lesão, maior será a área de impacto, abrangendo o controle e sensibilidade, uma vez que a medula é afetada. Após uma lesão medular da qual resulta paraplegia é possível que os membros afetados deixem de receber, permanentemente, qualquer tipo de estímulo, tornando os músculos flácidos, o que acarreta uma acentuada diminuição de massa muscular facilmente visível. Em determinados casos ocorre um fenômeno denominado espasticidade o qual ainda não é totalmente compreendido pelacomunidade científica. Este fenômeno mantém os músculos ativos através de movimentos involuntários, os quais no ponto de vista da pessoa afetada tornam-se incômodos, e em determinadas situações limitam a sua vida ativa.
Outro tipo de efeito relacionado com a paraplegia é no sistema fisiológico da pessoa afetada, que sofre um grande impacto uma vez que a pessoa perde, na maioria dos casos, o controle das suas necessidades fisiológicas, este fato leva a que seja necessário, em algumas situações, proceder a algaliação, que têm como objectivo permitir a remoção da urina acumulada na bexiga. Muitas vezes este processo gera infecção urinária.

## Definição
A paraplegia ocorre no momento em que as vias motrizes do sistema piramidal do sistema nervoso periférico, habitualmente a nível da medula espinhal, são interrompidas medial e bilateralmente. A paralisia afeta os membros inferiores, ou toda parte inferior do corpo.

## Tipos[2]
Pode ser de três tipos:
- Flácida: Onde se verifica a perda de tônus muscular e que é acompanhada habitualmente por anestesia cutânea e abolição dos reflexos tendinosos;
- Espástica: Onde se verifica a hipertonia dos músculos.
- Ambas (Flácida e Espástica)

Geralmente, as paraplegias são:
- Irreversíveis – É causada por um corte transversal da medula ou por causas congênitas irremovíveis;
- Reversíveis – Pode ser causada por:
  - Compressão medular – Pode ser travada quando é possível intervir a tempo para remover cirurgicamente a causa da compressão;
  - Doenças infecciosas ou degenerativas – As possibilidades de tratamento existem, mesmo se são limitadas.

## Sinais e sintomas[3]
- Incapacidade de mover os membros inferiores;
- Perda da sensibilidade para dor, tato e temperatura nas pernas, quando a lesão na medula é completa.
- Incontinência fecal e/ou urinária.
- flacidez muscular e perda dos reflexos nas pernas, especialmente durante nas primeiras semanas.

## Causas
Muitas doenças ou acidentes que afectam o cérebro ou a medula espinhal podem provocar paraplegias, como é caso de:
- Lesões da medula espinhal – Quando um traumatismo provocou um corte completo da medula espinal (corte transversal) em que se verificou a nível das vértebras torácicas ou lombares, manifesta-se uma paraplegia, geralmente do tipo espástico;
- Compressão medular - Quando a medula é comprimida pode manifestar-se uma paraplegia. Isto pode verificar-se em caso de alterações ósseas congénitas ou degenerativas, fracturas da coluna vertebral, tumores intra ou extramedulares e fístulas artério-venosas;
- Doenças infecciosas – Algumas doenças, conforme a sua evolução, podem provocar paraplegia, como é o caso da tuberculose óssea (doença de Pott), a Síndrome de Hughes-Stovin, sífilis meningovascular e a poliomielite;
- Intoxicações – Refere-se sobretudo à intoxicação causada por amoníaco, que se pode verificar em caso de alcoolismo crónico grave e prolongado, e pode provocar paraplegia nas fases avançadas deste último;
- Paraplegia espástica infantil– É uma doença congênita da primeira infância que surge devido a lesões do córtex cerebral que se verificaram durante o parto, a hemorragias cerebrais obstétricas ou alterações no desenvolvimento do cérebro.

## Tratamento
- Sintoma de diversas patologias em associação com outros sintomas neurológicos – O tratamento é aquele da doença que a provocou;
- Irreversível – O doente tem que se adaptar a essa condição permanente. A reeducação física e a aprendizagem a um uso correcto dos auxílios à mobilidade, como a cadeira de rodas, podem melhorar a condição de vida dos paraplégicos, sobretudo se existe a colaboração constante por parte do paciente;
- Reversível – É possível a recuperação parcial ou total, porém esta requer um programa de intervenções de reabilitação física e recuperação funcional longo e completo.

1. ↑  «Paraplegia: o que é, sintomas, tipos e tratamento». Tua Saúde. 23 de agosto de 2023. Consultado em 14 de junho de 2025
2. ↑  «Abrigo Moacyr Alves - Paraplegia». Abrigo Moacyr Alves. Consultado em 14 de junho de 2025
3. ↑  «Paraplegia: o que é, sintomas, tipos e tratamento». Tua Saúde. 23 de agosto de 2023. Consultado em 14 de junho de 2025